# Oporinia fraxinaria
Oporinia fraxinaria là một loài bướm đêm trong họ Geometridae.